# Cross (мініальбом)
Cross — третій мініальбом південнокорейського чоловічого гурту Winner, випущений 23 жовтня 2019 року під лейблом YG Entertainment. МІніальбом містить головний сингл «Soso». Фізичний альбом доступний у двох версіях: Crosslight і Crossroad.

## Передумови і випуск
7 жовтня Winner завантажили в свій офіційний акаунт в Instagram постер із повідомленням про майбутній вихід альбому. 10 жовтня було оголошено дату виходу та назву. 14 жовтня було оприлюднено трек-лист і заголовний трек «Soso».

## Список композицій
| #  | Назва                                        | Автор слів                                 | Автор музики                  | Аранжування        | Тривалість |
| -- | -------------------------------------------- | ------------------------------------------ | ----------------------------- | ------------------ | ---------- |
| 1. | «Soso»                                       | Kang Seung-yoon Song Min-ho Lee Seung-hoon | Seung-yoon Airplay            | Airplay            | 3:19       |
| 2. | «OMG»                                        | Seung-yoon Min-ho Seung-hoon               | Seung-yoon Airplay            | Airplay            | 3:36       |
| 3. | «Dress Up» (빼입어; ppaeib-eo)               | Seung-yoon Min-ho Seung-hoon               | Seung-hoon Airplay            | Airplay            | 3:19       |
| 4. | «Flamenco» (solo performed by Hoony)         | Seung-hoon                                 | Seung-hoon Kang Uk-jin Diggy  | Uk-jin Diggy       | 3:10       |
| 5. | «Wind» (바람; balam; solo performed by Yoon) | Seung-yoon                                 | Seung-yoon Uk-jin Diggy Hoyas | Hoyas Diggy Uk-jin | 2:48       |
| 6. | «Don't Be Shy» (끄덕끄덕; kkeudeogkkeudeog)  | Min-ho Seung-hoon                          | Min-ho Future Bounce          | Future Bounce      | 3:18       |

## Чарти
| Чарт (2019)                  | Найвища позиція |
| ---------------------------- | --------------- |
| French Digital Albums (SNEP) | 128             |
| South Korean Albums (Gaon)   | 4               |
| США World Albums (Billboard) | 12              |